# 謝仲溫
谢仲温（1223年—1302年），字君玉，元朝丰州丰县（今内蒙古自治区呼和浩特东）人，太原路金银铁冶达鲁花赤谢睦欢的儿子。
谢仲温年轻时略涉书史。1252年，在野狐岭被忽必烈召见，命他备于宿卫。1256年，担任工部提领，督建上都城。1259年，跟随忽必烈攻打南宋鄂州，令督诸将。守江军缺少食物，于是教他们捕鱼，以充军食。中统元年（1260年），出任平阳、太原两路宣抚使。至元年间，官至顺德路总管、湖南宣慰使等职。大德六年（1302年）去世，年八十岁。其子谢兰，官至江浙达鲁花赤，先于父亲去世。其孙谢孛完，官至承事郎、冀宁等路管民提举司达鲁花赤。